# Dutch Ladies Open 2010

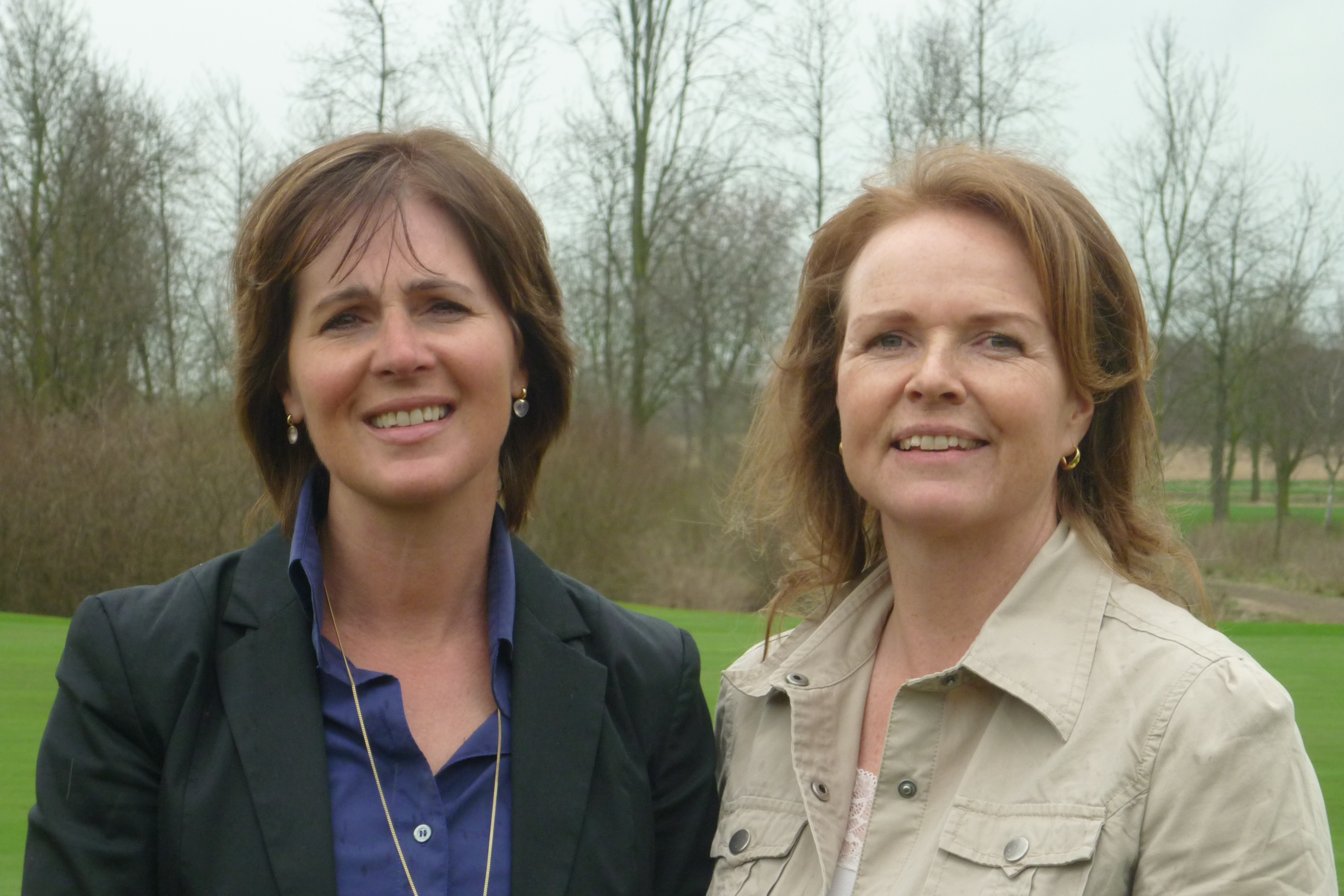
Elsemieke Havenga en Liz Weima

Het Dutch Ladies Open van 2010 werd van 4 - 6 juni op Golfclub Broekpolder gespeeld. Het toernooi maakte deel uit van de Ladies European Tour (LET), het prijzengeld bedroeg dat jaar € 250.000. De winnares kreeg hiervan € 37.500.
De organisatie is in handen van This is Golf, toernooidirecteuren zijn Elsemieke Havenga en Liz Weima.
Nadat de Eindhovensche Golf vier jaar lang gastheer was van het Ladies Open, is nu Broekpolder voor enkele jaren vastgelegd.
Het Ladies Open heet officieel ABN AMRO Ladies Open.

## De baan
De baan van Broekpolder is na dertig jaar een goede, volwassen polderbaan geworden. De wind blijft altijd een verrassing. Hij ligt er mooi bij, op veel plaatsen kwaken de kikkers en bloeien de gele lissen.
Voor het toernooi heeft de LET bepaald welke tees gebruikt worden. De volgorde van de holes is hetzelfde gebleven, maar niet overal worden de dames backtees gebruikt. Op hole 1, 3, 13 en 17 worden de heren-backtee gebruikt, maar op sommige andere holes wordt de gewone medal tee gebruikt. De scorekaart ziet er tijdens het toernooi als volgt uit:
| Hole   | 1   | 2   | 3   | 4   | 5   | 6   | 7   | 8   | 9   | Out  | 10  | 11  | 12  | 13  | 14  | 15  | 16  | 17  | 18  | In   | Totaal |
| ------ | --- | --- | --- | --- | --- | --- | --- | --- | --- | ---- | --- | --- | --- | --- | --- | --- | --- | --- | --- | ---- | ------ |
| Par    | 4   | 4   | 5   | 3   | 4   | 5   | 4   | 4   | 3   | 36   | 4   | 4   | 4   | 3   | 5   | 4   | 3   | 4   | 5   | 36   | 72     |
| Meters | 342 | 335 | 467 | 130 | 343 | 414 | 335 | 352 | 175 | 2893 | 350 | 358 | 341 | 160 | 461 | 341 | 130 | 375 | 431 | 2947 | 5840   |
| Yards  | 374 | 366 | 511 | 142 | 375 | 453 | 366 | 385 | 191 | 3163 | 383 | 392 | 373 | 175 | 504 | 373 | 142 | 410 | 471 | 3223 | 6386   |

Op de 16de hole zal een BMW ter beschikking staan voor de eerste speelster die er een hole-in-one slaat. De par-3 hole is ongeveer 130 meter, de green ligt net achter een grote waterpartij met veel riet.

## Drie Pro-Ams
Op donderdag worden twee Pro-Ams gespeeld en op donderdag ook eentje. De meeste amateurs werden door sponsors uitgenodigd maar Burggolf heeft speciaal drie kwalificatie-toernooien georganiseerd info waarna van ieder toernooi de beste drie spelers een uitnodiging kregen om op Broekpolder in een van de Pro-Ams te spelen.

## Toernooiverslag

#### Ronde 1
Een stralende zon en een zacht windje vormden ideale omstandigheden voor de speelsters. De Ierse Hazel Kavanagh speelde vanmiddag een ronde van 68 (−4) en ging daarmee aan de leiding. Het was tevens het eerste baanrecord nadat de baan gewijzigd werd. De tweede plaats wordt gedeeld door de beroemde Laura Davies, Virginie Lagoutte, die het toernooi in 2005 op Rijswijk won, en Sophie Sandolo, die voor het toernooi is uitgenodigd. Er staan 27 speelsters onder par.

#### Ronde 2
Lange tijd stond Laura Davies aan de leiding, wisselend met −6 en −7, en af en toe in gezelschap van Virginie Lagoute. Toch werden zij 's middags ingehaald door Florentyna Parker, die een mooie ronde van 66 maakte, hetgeen een baanrecord voor dames-professionals was, en daarmee van de 9de plaats naar de leiding klom.

De cut is +4 geworden. Dat betekent dat Kyra van Leeuwen en Caroline Karsten, beiden met +2, en Marieke Nivard met +3 zich voor de laatste ronde hebben gekwalificeerd.
Op hole 9 werd een hole-in-one geslagen door Karen Lunn. Ze kreeg hiervoor een jubileum uitgave van Omega's 'Constellation' model, dat een paarse wijzerplaat en een paarse krokodillenband heeft en omringd wordt door diamanten. De hole was vandaag 178 meter lang, Lunn sloeg een ijzeren 6. Het was bovendien haar eerste hole-in-one op de Ladies Tour.

#### Ronde 3
14:00 uur: Na de felle zon en 26 graden van gisteren is het nu lichtbewolkt en 21 graden. Er hangt een lichte nevel, maar van de voorspelde onweer is nog geen sprake. Alle Nederlandse spelers zijn binnen, Kyra van Leeuwen heeft vandaag −2 binnen gebracht en het toernooi in level par gespeeld. Op dit moment staat zij op een gedeelde 19de plaats. 
De Koreaanse speelster Jeehae Lee heeft het toernooirecord op haar naam gezet met een ronde van 65.
17:00 uur: De algemene verwachting was dat Laura Davies het toernooi op haar naam zou schrijven, maar vandaag maakte ze vijf bogeys. Virginie Lagoutte speelde een mooi toernooi maar verloor deze dagen vier slagen op hole 12 en hole 17 en eindigde op de derde plaats met Asleigh Simon. Op de tweede plaats eindigde de Schotse Krystle Caithness, die deze dagen vijftien birdies maakte en een hole-in-one op hole 4. Er stond geen prijs op maar het compenseerde mooi een deel van de negen slagen die ze tussendoor verloor. Winnares werd de Engelse Florentyna Parker. 

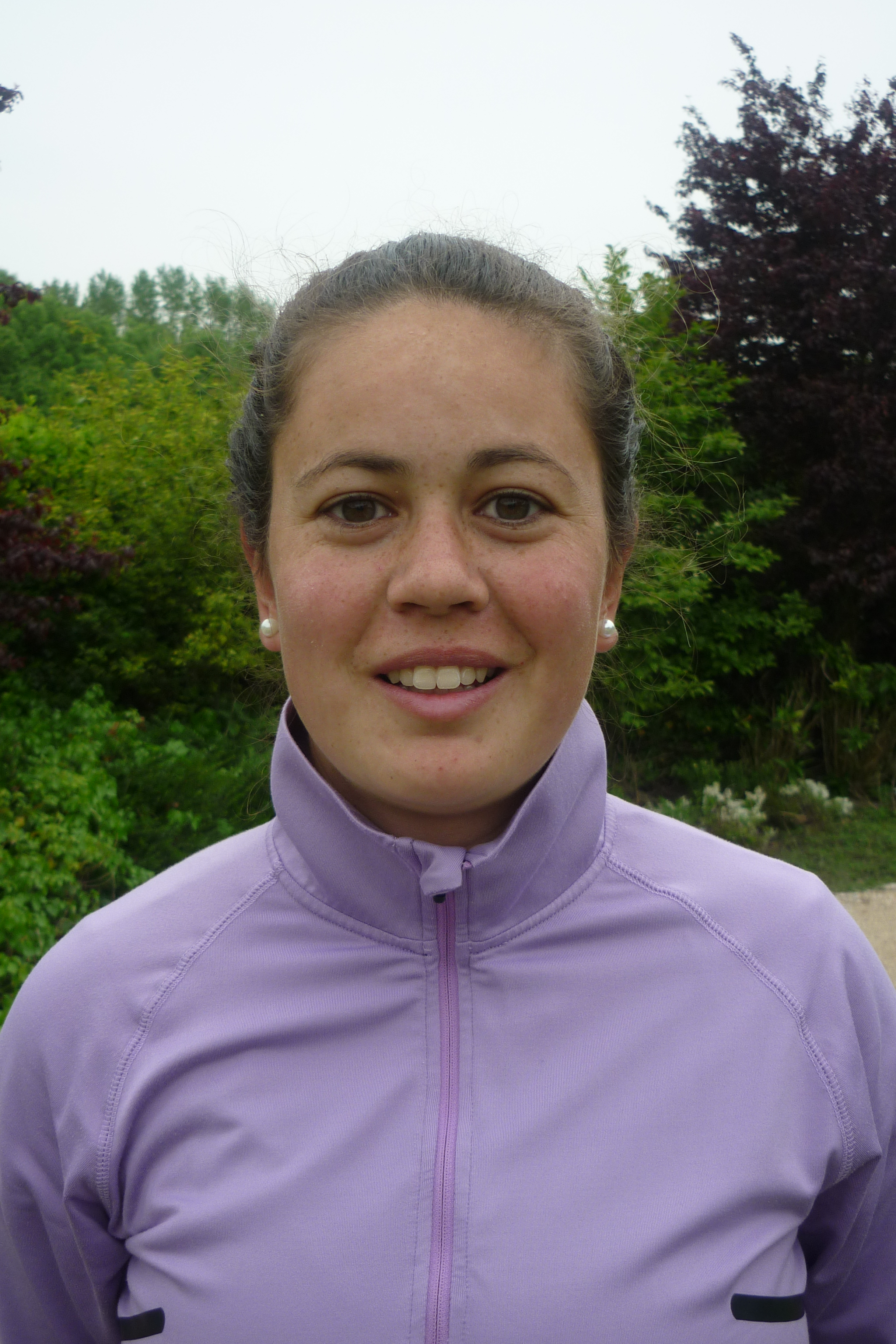
Marieke Nivard, beste Nederlandse en beste amateur

Leaderboard
| Eindstand | Naam                      | R1 | Score | Nr   | R2 | Score | Totaal | Nr  | R3 | Score | Totaal |
| --------- | ------------------------- | -- | ----- | ---- | -- | ----- | ------ | --- | -- | ----- | ------ |
| 1         | Florentyna Parker         | 71 | −1    | T9   | 66 | −6    | −7     | 1   | 70 | −2    | −9     |
| 2         | Krystle Caithness         | 71 | −1    | T9   | 70 | −2    | −3     | T3  | 68 | −4    | −7     |
| T3        | Asleigh Simon             | 72 | par   | T15  | 70 | −2    | −2     | T6  | 68 | −4    | −6     |
| T3        | Virginie Lagoutte-Clement | 69 | −3    | T2   | 70 | −2    | −5     | T2  | 71 | −1    | −6     |
| 5         | Sophie Sandolo            | 69 | −3    | T2   | 71 | −1    | −4     | T4  | 71 | −1    | −5     |
| T7        | Laura Davies              | 69 | −3    | T2   | 70 | −2    | −5     | T2  | 74 | +2    | −3     |
| T7        | Jeehae Lee                | 71 | −1    | T9   | 77 | +5    | +4     | T57 | 65 | −7    | −3     |
| T21       | Kyra van Leeuwen          | 75 | +3    | T36  | 71 | −1    | +2     | T38 | 70 | −2    | par    |
| T44       | Marieke Nivard (AM)       | 74 | +2    | T47  | 72 | par   | +2     | T38 | 74 | +2    | +4     |
| T53       | Hazel Kavanagh            | 68 | −4    | 1    | 75 | +3    | −1     | T17 | 79 | +7    | +6     |
| T63       | Caroline Karsten (AM)     | 73 | +1    | T39  | 74 | +2    | +3     | T44 | 81 | +9    | +12    |
| MC        | Chrisje de Vries (AM)     | 74 | +2    | T47  | 75 | +3    | +5     |     |    |       |        |
| MC        | Karlijn Zaanen (AM)       | 78 | +6    | T98  | 72 | par   | +6     |     |    |       |        |
| MC        | Marjet van der Graaff     | 74 | +2    | T47  | 79 | +7    | +9     |     |    |       |        |
| MC        | Christel Boeljon          | 77 | +5    | T89  | 76 | +4    | +9     |     |    |       |        |
| MC        | Myrte Eikenaar            | 80 | +8    | T107 | 74 | +2    | +10    |     |    |       |        |
| MC        | Annemieke de Goederen     | 78 | +6    | T98  | 79 | +7    | +10    |     |    |       |        |
| MC        | Ellen Smets               | 80 | +8    | T107 | 81 | +9    | +17    |     |    |       |        |

## De speelsters

### Professionals
Er doen drie voormalige winnaressen mee: Virginie Lagoutte won in 2005, Gwladys Nocera won in 2007 en 2008 en Tania Elosegui won in 2009.
Nederland heeft in 2010 drie speelsters op de Ladies European Tour: Marjet van der Graaff sinds 2008, Christel Boeljon en Kyra van Leeuwen beiden sinds 2009. Dewi-Claire Schreefel speelt in de Verenigde Staten en doet niet mee op Broekpolder.
Annemieke de Goederen verdiende haar startbewijs door vorige week het PGA kampioenschap op Golfbaan Delfland te winnen.

### Amateurs
Er doen vijf Nederlandse amateurs mee die alleen in de top 100 van Europa staan. De eerste amateur die weet dat ze mee mag doen is de speelster die in het voorgaande jaar het Internationaal Jeugd Open op Toxandria wint, ongeacht haar nationaliteit. Dat was in 2009 Caroline Karsten. Verder is een wildcard gegeven Karlijn Zaanen, die 2de werd bij de Trompbeker en aan de winnares van de Voorjaarswedstrijd: Chrisje de Vries. Marieke Nivard is uitgenodigd omdat zij in 2009 de beste amateur op het Open was. Myrte Eikenaar kwalificeerde zich op een toernooi op Golfclub Zeewolde.
Er komen zes speelsters van de top 10 op de Henderson Money List, waaronder de Nederlandse Christel Boeljon, die deze week op de 8ste plaats staat. Het getal achter de naam van de speelster geeft de plaats op deze rangorde aan.
| - Caroline Afonso - Holly Aitchison - Claire Aitken - Beth Allen - Carmen Alonso - Marina Arruti - Mianne Bagger - Denise Becker - Elizabeth Bennett - Maria E Boden - Frances Bondad - Carly Booth - Melodie Bourdy - Stacey Lee Bregman - Becky Brewerton - Lynnette Brooky - Laura Cabanillas - Emma Cabrera Bello - Krystle Caithness - Anne-Lise Caudal - Monica Christiansen - Rebecca Coakley - Kate Combes - Stefania Croce - Kimberley Crooks - Tandi M Cuningham - Antonella Cvitan - Nathalie David-Mila - Laura Davies, 1 - Tara Dayer-Smith - Tara Delaney - Martina Eberl - Tania Elosegui (2009) - Elin Emanuelsson | - Camille Fallay - Mollie Fankhauser - Pamela Feggans - Rebecca Flood - Nikki Garrett - Nicole Gergely - Martina Gillen - Sophie Giquel - Elena Giraud - Julie Greciet - Rikka Hakkarainen - Lisa A Hall - Lydia G Hall - Christine Hallstrom - Bettina Hauert - Celine Herbin - Maria Hernandez - Rebecca Hudson - Jessica Ji - Felicity Johnson - Trish Johnson - Malene Jorgensen - Karen M Juul - Hazel M Kavanagh - Lynn Kenny - Cassandra Kirkland - Carin Koch, 9 - Ludivine Kreutz - Jenni L Kuosa - Dana Lacey-Johnson - Virginie Lagoutte-Clement (2005) - Vikki Laing - Ana Larraneta | - Corisande Lee - Jeehae Lee - Josefin Leijon - Emelie Lind - Breanne Loucks - Johanna Lundberg - Cecilie Lundgreen - Karen Lunn - Lilia Maaref - Mariana Macias Capuzzi - Matia Maffiuletti - Julie Maisongrosse - Laurette Maritz - Caroline Masson - Kiran Matharu - Smriti Mehra - Joanne N Mills - Amanda Moltke-Leth - Anja Monke, 7 - Lee-Anne Pace - Florentyna Parker - Frederica Piovano - Titiya Plucksataporn - Marta Prieto - Jo M Pritchard - Clare Queen - Hannah Ralph - Melissa Reid, 2 - Nina M Reis - Margherita Rigon - Morgana Robbertze - Caroline Rominger - Anna Rossi - Sophie Sandolo | - Jade Schaeffer - Frederique Seeholzer - Ashleigh Simon - Georgina Simpson - Ellen Smets - Kristie Smith, 5 - Lisa H Sorensen - Rhian W Thomas - Julie Tvede - Anna M Tybring - Maria Verchenova - Kylie Walker - Sophie Walker - Julie Wanning Tvede - Kim Welch - Linda M Wessberg - Johanna M Westerberg - Krista U Wikstrom - Rhian Wynthomas - Veronica Zorzi - Henrietta Zuel 4 Nederlandse professionals: - Christel Boeljon, 8 - Annemieke de Goederen - Marjet van der Graaff, 69 - Kyra van Leeuwen, 101 5 Nederlandse amateurs: - Myrte Eikenaar (ER-30) - Caroline Karsten (ER-67) - Marieke Nivard (ER-43) - Chrisje de Vries (ER-93) - Karlijn Zaanen (ER-84) |